# Signe Toly Anderson
Signe Toly Anderson (Seattle, 15 settembre 1941 – Beaverton, 28 gennaio 2016) è stata una cantante statunitense, vocalist della formazione originaria dei Jefferson Airplane.

## Biografia

### Gli inizi e i Jefferson Airplane
Nativa dello stato di Washington, dopo il divorzio dei genitori si trasferì a Portland dove, studentessa delle superiori, iniziò a fare le prime esperienze nel mondo della musica come cantante jazz e folk in formazioni locali. In seguito si spostò a San Francisco, e la sua presenza si segnalò nei club folk della città californiana. In uno di questi, il Drinking Gourd, fu avvicinata da Marty Balin, alla ricerca di una vocalist per il gruppo che aveva intenzione di mettere in piedi e che si sarebbe chiamato Jefferson Airplane. Nonostante le iniziali frizioni con il primo manager Matthew Katz, Signe Toly si unì alla formazione e fu la voce nell'album di esordio del gruppo pubblicato nel 1966, Jefferson Airplane Takes Off, nel quale la cantante si distingue per la sua calda voce da contralto messa in mostra in particolare in Chauffeur Blues, brano che faceva parte del repertorio di Memphis Minnie.
Sposatasi nell'estate del 1966 con Jerry Anderson, membro dei Merry Pranksters, rimase incinta e ritenne inconciliabili gli impegni musicali con quelli familiari, decidendo di dedicarsi a questi ultimi; per questo motivo nel luglio annunciò di volere abbandonare i Jefferson Airplane, convinta dal manager Bill Graham a rimanere nella formazione almeno fino ai concerti programmati per l'autunno. L'addio alla carriera della Toly Anderson ebbe luogo il 15 ottobre dello stesso anno, in uno spettacolo tenuto al Fillmore di San Francisco nel quale la cantante salutò i propri ammiratori dedicando loro le seguenti parole: «I want you all to wear smiles and daisies and box balloons. I love you. Thank you all and goodbye.» Il concerto, nel quale la cantante sfoderò in chiusura due dei suoi pezzi forti, Chauffeur Blues e High Flyin' Bird, venne registrato su nastri pirata e rimase per decenni immortalato nei bootleg fino alla pubblicazione ufficiale su CD nel 2010 con il titolo emblematico Live at The Fillmore Auditorium 10/15/66: Late Show: Signe's Farewell. Al suo posto subentrò Grace Slick che contribuì a far virare il gruppo verso la psichedelia.

### Ritorno alle origini
Terminata l'avventura di San Francisco con i Jefferson Airplane, Signe Toly Anderson ritornò con la famiglia a Portland, e nella sua città di adozione lavorò in un grande magazzino ma non rinunciò del tutto alle esperienze musicali: ebbe occasione di cantare per il gruppo Carl Smith and the Natural Gas Company, collaborando anche con la KBC Band e con gli Hot Tuna. Divorziò da Anderson nel 1975 e dopo due anni si risposò con Michael Alois Ettlin; il secondo marito morì nel 2011. Sin dagli anni settanta, Signe Toly Anderson soffrì di problemi di salute, fra i quali un tumore che la colpì ma che la donna riuscì a debellare.
Il 4 ottobre 2014 apparve in pubblico all'Aladdin Theater in occasione dell'Oregon Music Hall of Fame's 2014 induction, sul palco assieme alle due figlie e a un nipotino. Da tempo sofferente di disturbi polmonari cronici, la cantante, che era residente a Beaverton, è morta il 28 gennaio 2016, lo stesso giorno dell'altro co-fondatore degli Airplane, Paul Kantner. Aveva 74 anni.

## Discografia
- 1966 — Jefferson Airplane Takes Off
- 1970 — The Worst of Jefferson Airplane (raccolta)
- 1974 — Early Flight (raccolta di brani inediti e di singoli non pubblicati su album)
- 1992 — Jefferson Airplane Loves You (raccolta di versioni e brani inediti)
- 2010 — Jefferson Airplane: Live at The Fillmore Auditorium 10/15/66. Signe's Farewell (ultimo concerto come cantante del gruppo, 15 ottobre 1966)